# Glenn Weiss
Glenn P. Weiss (6 de setembro de 1961) é um escritor, produtor e diretor de televisão e eventos ao vivo estadunidense. Ele venceu onze Prêmios Emmy e seis Directors Guild of America como diretor e produtor de várias cerimônias de premiações, shows e reality shows, incluindo Tony Awards, Kennedy Center Honors, e Prêmios da Academia (Oscar).